# Kammlach
Kammlach település Németországban, azon belül Bajorországban. Lakosainak száma 1902 fő (2023. december 31.).

## Népesség
A település népessége az elmúlt években az alábbi módon változott:
| Lakosok száma | 1459 | 800  | 1785 | 1778 | 1831 | 1801 | 1791 | 1820 | 1867 | 1902 |
|               | 1970 | 1975 | 2011 | 2012 | 2014 | 2015 | 2017 | 2019 | 2022 | 2023 |